# Абатство Святого Марієнталя
Абатство Святого Марієнталя (нім. Kloster St. Marienthal) — цистерціанське жіноче абатство в Саксонській Верхній Лужиці. Найстаріший жіночий монастир цистерціанського ордену в Німеччині, який безперервно діє з моменту свого заснування.
Абатство Святого Марієнталя розташоване на південь від міста Остріц на лівому березі річки Нейсе, яка на цій ділянці утворює сучасний кордон Німеччини з Польщею. На північ від монастиря, приблизно за 20 кілометрів, знаходиться місто Герліц.

## Історія

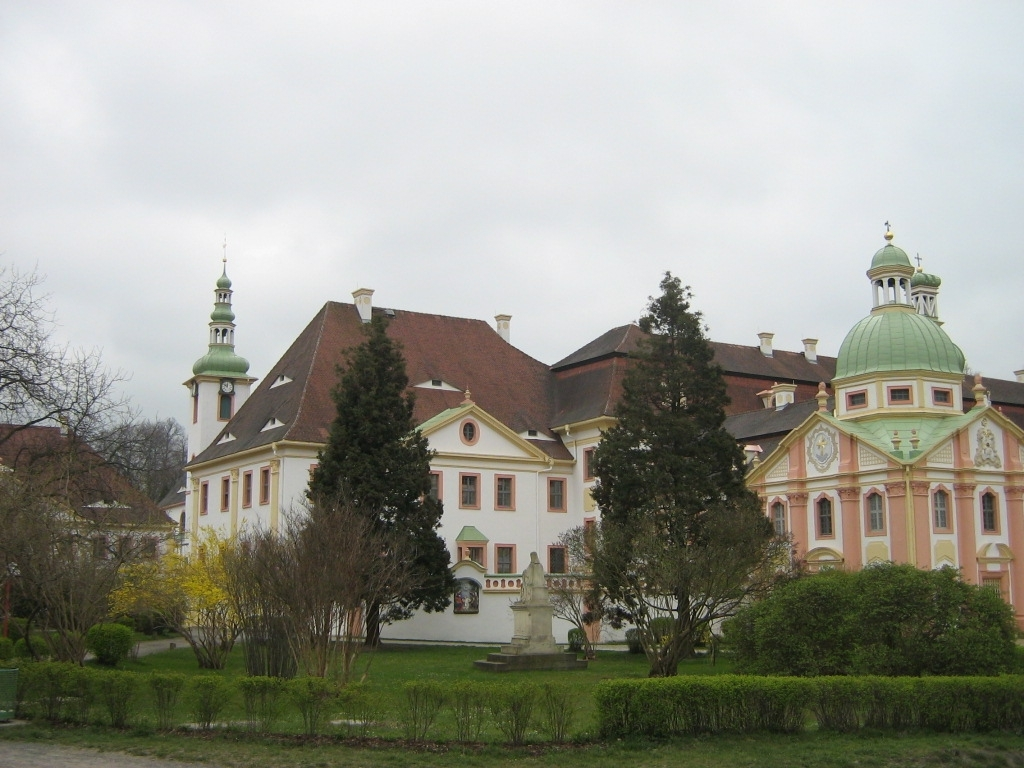
Церква і монастир

Монастир був заснований у 1234 році Кунігундою фон Штауфен, донькою Філіпа Швабського та дружиною Вацлава I, короля Богемії, поблизу торгового шляху, що проходив від Праги до Герліца через Ціттау. Вже у 1235 році нове абатство було включено до складу цистерціанського ордену, а абат монастиря Альцеля став його відвідувачем. Першою задокументованою абатисою абатства Святого Марієнталя була дворянка Адельгейда I фон Дона (Донін), дочка бургграфа Отто фон Дона (Донін).
Абатство було зруйноване під час Гуситських воєн у 1427 році та відновлене лише у 1452 році. Пожежі завдали значних збитків у 1515, 1542 та особливо серйозно у 1683 роках. Відбудова в бароковому стилі розпочалася в 1685 році. Бароковий інтер'єр церкви зазнав значних пошкоджень під час повені на річці Нейсе у 1897 році.
Під час Другої світової війни будівлі використовували як військовий шпиталь. У 1945 році відступаючі німецькі війська хотіли підірвати абатство, щоб затримати наступ радянських військ, але черниці відмовилися покидати монастир, і будівля була збережена.
Абатство пережило комуністичний режим у Східній Німеччині та після 1989 року витратило значні кошти на реставрацію та розвиток інфраструктури. Однак у серпні 2010 року ще одна повінь річки Нейсе завдала катастрофічних збитків.